# Melese hampsoni
Melese hampsoni är en fjärilsart som beskrevs av Rothschild 1909. Melese hampsoni ingår i släktet Melese och familjen björnspinnare. Inga underarter finns listade i Catalogue of Life.